# 시바히라역
시바히라역(일본어: 柴平駅)은 일본 아키타현 가즈노시에 위치한 동일본 여객철도 하나와 선의 철도역이다. 단선 승강장 1면 1선의 구조를 갖춘 지상역이다.

## 역 주변
- 국도 제282호선
- 도호쿠 자동차도
- 요네사로 강
- 가즈노 시청

## 역사
- 1923년 11월 10일 : 아키타 철도의 역으로서 가즈노 군 시바히라 촌에 개업.
- 1934년 6월 1일 : 아키타 철도의 국유화에 의해, 철도성이 이관.
- 1971년 10월 1일 : 무인화.
- 1987년 4월 1일 : 일본국유철도 분할 민영화에 의해, 동일본 여객철도가 승계.

## 인접 역
| 동일본 여객철도 하나와 선 | 동일본 여객철도 하나와 선 | 동일본 여객철도 하나와 선 |
| ------------------------- | ------------------------- | ------------------------- |
| 가즈노하나와 고마 방면    | ■ 하나와 선               | 도와다미나미 오다테 방면  |